# Krzeczów (Rzezawa)
Krzeczów ist eine Ortschaft mit einem Schulzenamt der Gemeinde Rzezawa im Powiat Bocheński der Woiwodschaft Kleinpolen in Polen.

## Geographie
Der Ort liegt im Podgórze Bocheńskie, 4,5 km nordöstlich der Stadt Bochnia, zwischen die A4 im Norden und DK 94 im Süden. Die Nachbarorte sind die Stadt Bochnia im Westen, Słomka im Norden, Rzezawa im Osten, sowie Gorzków und Łazy im Süden.

## Geschichte
Ein gefälschtes Dokument, angeblich aus dem Jahr 1238 erwähnte Crecew, aber die erste sichere Erwähnung stammt aus dem Jahr 1282 bzw. 1286 als Creczow. Der besitzanzeigende Name ist vom Personennamen Krzecz mit dem Suffix -ów (früher auch -ew und -owo) abgeleitet.
Später wurde der Ort zum Sitz einer tenuta. Politisch zählte der Ort zunächst zum Königreich Polen (ab 1569 in der Adelsrepublik Polen-Litauen), Woiwodschaft Krakau, Kreis Szczyrzyc.  Bei der Ersten Teilung Polens kam Krzeczów 1772 zum neuen Königreich Galizien und Lodomerien des habsburgischen Kaiserreichs (ab 1804).
Im Jahre 1783 wurden im Zuge der Josephinischen Kolonisation deutsche lutherische Kolonisten angesiedelt. Die Protestanten gehörten zur evangelischen Gemeinde in Neu-Gawlow. Im Jahr 1900 gab es in der inzwischen völlig polnischsprachigen Gemeinde Krzeczów im Bezirk Bochnia außer 898 Römisch-Katholiken auch 61 Juden und 48 anderen Glaubens.
1918, nach dem Ende des Ersten Weltkriegs und dem Zusammenbruch der k.u.k. Monarchie, kam Krzeczów zu Polen. Unterbrochen wurde dies nur durch die Besetzung Polens durch die Wehrmacht im Zweiten Weltkrieg.
Von 1975 bis 1998 gehörte Krzeczów zur Woiwodschaft Tarnów.

## Sehenswürdigkeiten

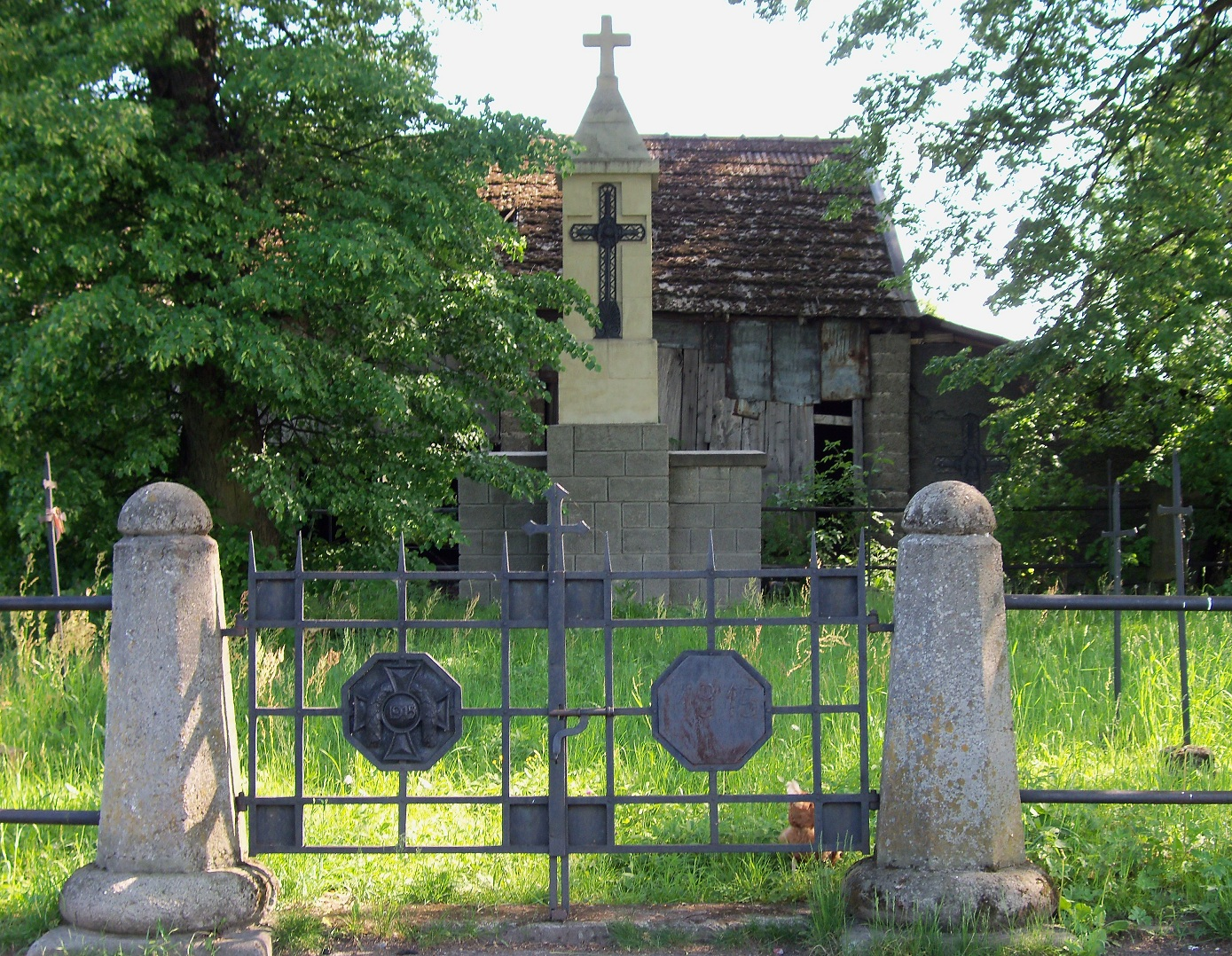
Soldatenfriedhof #315 aus dem Ersten Weltkrieg

- Soldatenfriedhof #315 aus dem Ersten Weltkrieg, nach dem Projekt von Franz Stark, 32 österreichischen und 42 russischen Beerdigten;